# Richard Tempel
Gustav Richard Tempel (* 1886; † nach 1947) war Präsident der sächsischen Landesversicherungsanstalt.

## Leben
Tempel war Tischler von Beruf und arbeitete seit 1912 als Angestellter beim Holzarbeiterverband und war 1920/21 Sekretär beim Allgemeinen Deutschen Gewerkschaftsbund. Er trat der SPD bei und wurde Präsident der sächsischen Landesversicherungsanstalt, die in Dresden, Dürerstraße 24/26 ihren Sitz hatte. Im Januar 1931 gab es gegen die Besetzung des Präsidentenpostens bei der Landesversicherungsanstalt durch Richard Tempel massive Bedenken seitens einiger Nationalsozialisten, die in aggressiven Anfeindungen ausarteten. Ein Tempel 1930 vorgeworfener Korruptionsfall wurde als Beispiel für die „Bonzenwirtschaft“ in Dresden genommen und als willkommener Anlass für zahlreiche Angriffe gegen das vorherrschende Staatssystem und die linke Presse in Sachsen genutzt. Richard Tempel wurde während der Prozessverhandlungen 1931 in zahlreichen Presseartikeln als Schädling des Volkes diffamiert und seine angebliche Unfähigkeit als Staatsbeamter behauptet. Als im Oktober 1931 das frühere Urteil aufgehoben und Tempel im Amt blieb und den Vorsitz der Ortskrankenkasse Dresden übernahm, wurde er erneut angefeindet. Ende 1932 erfolgte erneut ein Strafverfolgungsantrag gegen Tempel.
Nach der „Machtergreifung“ der Nationalsozialisten 1933 floh Tempel aus Dresden, stellte sich aber im April 1933 freiwillig der Polizei. Der Prozess gegen ihn wurde wieder aufgenommen und bis 1934 geführt. 1944 hielt sich Richard Tempel in England auf, wo er u. a. über Verluste der Sozialversicherung referierte.
Nach Ende des Zweiten Weltkrieges 1945 wurde Richard Tempel erneut Präsident der sächsischen Landesversicherungsanstalt.